# Cyclestar
Cyclestar is een Nederlands historisch merk van hulpmotoren.
De bedrijfsnaam was: NV Motoren, Rotterdam.
NV Motoren leverde vanaf 1952 een 38cc-tweetaktmotor die als clip-on motor onder de pedalen van een fiets gemonteerd kon worden. De motor dreef het achterwiel via een rol aan. 